# The Samuel Goldwy Company
The Samuel Goldwyn Company (SGC) fue una empresa de cine independiente estadounidense fundada por Samuel Goldwyn, Jr., hijo del famoso magnate de Hollywood, Samuel Goldwyn, en 1978.

## Fondo
La compañía originalmente distribuyó y adquirió películas de autor de todo el mundo para el público estadounidense; pronto también agregaron producciones originales a su lista, comenzando con The Golden Seal en 1983.
En los años siguientes, la compañía Goldwyn pudo consegir (del patrimonio de Samuel Sr.) los derechos de todas las películas producidas bajo la supervisión del anciano Goldwyn, incluida la Bulldog Drummond original (1929), Arrowsmith (1931) y Guys and Dolls. (1955). La compañía también compró algunos derechos de distribución de varias películas y programas de televisión que fueron producidos de forma independiente pero lanzados por otras empresas, incluida Sayonara, el vehículo protagonizado por Hal Roach, Laurel & Hardy, protagonizado por Babes in Toyland (1934), la serie de televisión Flipper producida por MGM Television, el premio de la Academia Tom Jones (1963) y las producciones cinematográficas de Rodgers y Hammerstein de South Pacific (1958) y Oklahoma. (1955), así como la adaptación de CBS Television de Cinderella (1965).
Las películas animadas incluyen El lago de los cisnes, Aladdin y la lámpara mágica, La película de los osos cariñosos, La aventura de la ardilla y Rock-a-Doodle. Entre los programas de televisión de la biblioteca de la empresa Goldwyn se encuentran la serie de televisión American Gladiators y la miniserie Dadah Is Death de Steve Krantz.
En 1991, después de una fusión con Heritage Entertainment, Inc., la compañía se hizo pública como Samuel Goldwyn Entertainment. Heritage y Goldwyn intentaron fusionarse a fines de 1990, pero los planes se desmoronaron mientras Heritage atravesaba una bancarrota del Capítulo 11. La fusión también permitió a Goldwyn heredar la cadena Landmark Theatres, una unidad de Heritage.
Esa empresa y su biblioteca fueron compradas por Metromedia el 2 de julio de 1996 por $125 millones. Para coincidir con la compra, Samuel Goldwyn Company pasó a llamarse Goldwyn Entertainment Company y se reconstituyó como una subsidiaria de la unidad Orion Pictures de Metromedia. Ese año, Orion y Goldwyn se convirtieron en parte de Metromedia Entertainment Group (MEG). Goldwyn se convirtió en la unidad de películas especializadas de MEG, aunque buscarían películas con un atractivo cruzado. Si bien Orion y Goldwyn compartirían los costos generales, las operaciones de producción / adquisición operarían de forma independiente entre sí.
En 1997, Metromedia vendió su grupo de entretenimiento a Metro-Goldwyn-Mayer. El grupo Landmark Theatres, que Metromedia no vendió a MGM, fue comprado por Silver Cinemas, Inc. el 27 de abril de 1998.
En julio de 1999, G2 Films pasó a llamarse United Artists International. Además de todo eso, UA se convirtió en un productor/distribuidor de películas de autor. Desde entonces, el joven Goldwyn fundó Samuel Goldwyn Films. Esta empresa sucesora ha seguido lanzando películas independientes como What the Bleep Do We Know!? y el premio de la Academia nominado al calamar y la ballena.
Desde que se formó la nueva compañía Goldwyn, MGM actualmente posee gran parte de las propiedades originales de Goldwyn Company (excepto pocas excepciones) que terminarían en la biblioteca de Orion Pictures, ahora una división de MGM. Una película producida por Goldwyn, The Hurricane, que formaba parte de la biblioteca original de Goldwyn Company, ha sido devuelta a su distribuidor original, United Artists (también una división de MGM).